# Војнички цареви
Војнички цареви је појам којим се у студијама из старе историје често означавају цареви који су владали Римским царством у периоду од 235. до 284/5. У војничке цареве убрајају се и цареви из периода 180-235 (Комод и Севери) односно 284-305 (Диоклецијан), али посебно.
У време војничких царева пада тзв. криза Царства за време које је Царство изложено колико појачаној претњи од споља колико и изнутра имало да се бори са знатним проблемима.

## Дефиниција
Под проблематичним појмом „војнички цареви“ означава се Царство тог времена које је у глобалу било јако, које се ослањало на војску, које маргинализовало улогу Сената (који је у време Царства ионако имао низак политички значај) чак и више него раније. Многи, але не и сви војнички цареви пре преузимања власти направили су каријеру у војсци, а свој царски положај дуговали су војницима којима су непосредно командовали. Појам „војнички цареви“ скован је још у 19. веку, али га је нарочито Франц Алтхајм око 1940 учинио популарним. Он се може извести из описа античких историчара, који су по обичају били више наклоњени према Сенату.
Почетак ове епохе, која се обично рачуна као последња фаза принципата односно високи период Царства, најчешће се ставља у 235. годину, када су војници убили последњег Севера Александра Севера и за цара уздигли једног њиховог команданата Максимина Трачанина. Као крај времена војничких царева сматра се почетак Диоклецијанове владавине, чиме обично почиње и позна антика, јер је Диоклецијан из основа спровео реорганизацију римске државе и окончао период честих насилних промена власти. Иако је и касније долазило до уздизања царева из редова војске, овде се више није радило о брзим превратима коју су обележили време војничких царева.
Лични подаци војничких царева међусобно су се разликовали. Неки су били скромног порекла и релативно необразовани, а усредсређивали су се на војне послове са којима су били добро упознати; други, попут Деција, Валеријана или Галијена, припадали су вишем сенаторском слоју.

## Списак војничких царева
За поједине цареве упор. и преглед у приручнику коју је издао Клаус-Пете Јоне.
| Име                           | Пуно име                                               | Време владавине              | Напомене |
| Рани период војничких царева  | Рани период војничких царева                           | Рани период војничких царева | Рани период војничких царева |
| ----------------------------- | ------------------------------------------------------ | ---------------------------- | --- |
| Максимин Трачанин             | Гај Јулије Вер Максимин                                | 235–238                      | против Александра Севера; цезар: Максим (од 236) |
| Магно                         | (Гај Петроније?) Магно                                 | 235?                         | Узурпатор у Горњој Панонији; Наследник: Квартин (235?) |
| Гордијан I                    | Марко Антоније Гордијан Семпронијан Римски Африкански  | 238                          | Противцар у Африци, са Гордијаном II |
| Пупијен                       | Марко Клодије Пупијен Максим                           | 238                          | са Балбином, против Максимина Трачанина |
| Гордијан III                  | Марко Антоније Гордијан                                | 238–244                      | 238 Цезар под Пупијеном и Балбином; Регенти: Гордијана (?, до 241), Тимеситеј (241–243) |
| Сабинијан                     | (Марко Азиније?) Сабинијан                             | 240                          | Противцар у Африци |
| Филип Арабљанин               | Марко Јулије Филип                                     | 244–249                      | Регент од 243. (са Гајом Јулијем Приском), од 247. са Филипом II (цезар од 244) |
| Пакатијан                     | Тиберије Клаудије Марин Пакатијан                      | 248–248/49                   | Противцар у Мезији и Панонији |
| Јотапијан                     | Марко Ф(улвије?) Ру(ф?) Јотапијан                      | 248/49–249                   | Противцар у Сирији и Кападокији |
| Спонзијан                     | непознато                                              | ?                            | Противцар у Дакији (?) |
| Деције                        | Гај Месије Квинт Трајан Деције                         | 249–251                      | против Филипа Арабљанина, 251 са Херенијем Етрурским (цезар од 250); Регенткиња: Етрускила (251) |
| Валенс Лицинијан              | Јулије Валенс Лицинијан                                | 250/51                       | Противцар у Риму |
| Приск                         | (Луције/Тит Јулије?) Приск                             | 250/51                       | Противцар у Тракији (помоћу Книве?) |
| Требонијан Гал                | Гај Вибије Требонијан Гал                              | 251–253                      | са Хостилијаном (251, цезар од 250) и Волузијан (цезар 251) |
| Емилијан                      | Марко Емилије Емилијан                                 | 253                          | против Требонијана Гала |
| Валеријан                     | Публије Лициније Валеријан                             | 253–260                      | против Емилијана, са Галијеном |
| Силбанак                      | Мар(ин?) Силбанак                                      | 253?                         | Противцар у Риму (?) |
| Ураније Антонин               | Луције Јулије Аурелије Сулпиције Север Ураније Антонин | 253–254                      | Противцар у Сирији |
| Галијен                       | Публије Лициније Егнације Галијен                      | 253–268                      | Савладар на Западу (цезар 253), 260 самостално, са Салонином (260, цезар од 258) и Маринијан (268); цезар: Валеријан II (256–258); Краљ краљева: Оденат (263–267, Исток, са Херодијаном)               |
| Регалијан                     | Публије К(асије?) Регалијан                            | 260                          | Противцар у Панонији и Мезији; Претходник: Ингенуо (260?) |
| Макријан                      | Тит Фулвије Јуније Макријан                            | 260–261                      | Противцар на Истоку, са Квијетом (обојица помоћу Макријана Старијег и Балисте; Претходник: ?Мареад (260, Сирија, помоћу Шапура I); Наследник: Мусије Емилијан (261–262), ?Мемор (262, обојица Египтом) |
| Валенс                        | Валенс Солунски                                        | 261                          | Противцар у Македонији (или Грчкој?); Противцар: ?Пизон |
| Целзо                         | непознато                                              | ?                            | наводно узурпатор у Африци |
| Требелијан                    | непознато                                              | ?                            | наводно Узурпатор у Киликији |
| Ауреол                        | непознато                                              | 268                          | Узурпатор у северној Италији |
| Цареви Галског царства        |                                                        |                              | |
| Постум                        | Марко Касијаније Латиније Постум                       | 260–269                      | против Галијена; наводно цезар и савладар: Постум |
| Лелијан                       | (Гај?) Улпије Корнелије Лелијан                        | 269                          | Противцар у Горњој Германији |
| Марије                        | Марко Аурелије Марије                                  | 269                          | помоћу Викторије (?) |
| Викторин                      | Марко Пија(в)оније Викторин                            | 269–271                      | gegen Марије (?); Регенткиња: Викторија (271); наводно цезар: Викторин II |
| Домицијан                     | непознато                                              | 271?                         | против Викторина (?) |
| Тетрик I                      | Гај Пије Езувије Тетрик                                | 271–274                      | против Домицијана (?, помоћу Викторије); цезар: Тетрик II (од 272/73) |
| Фаустин                       | непознато                                              | 273/74                       | Узурпатор у северној Галији |
| Позни период војничких царева |                                                        |                              | |
| Клаудије Готски               | Марко Аурелије (Валерије) Клаудије                     | 268–270                      | |
| Цензорин                      | непознато                                              | ?                            | наводно Узурпатор у Италији |
| Квинтил                       | Марко Аурелије Клаудије Квинтил                        | 270                          | |
| Аурелијан                     | Луције Домиције Аурелијан                              | 270–275                      | против Квинтилија, од 274. самостално; Регенткиња: Северина (?, 275) |
| Фелицисим                     | непознато                                              | 271?                         | Узурпатор (?) у Риму |
| Септимије                     | непознато                                              | 271/72                       | Противцар у Далмацији |
| Урбан                         | непознато                                              | 271/72                       | Узурпатор у ? |
| Вабалат                       | Луције Јулије Аурелије Септимије Вабалат Атенодор      | 272                          | Противцар на Истоку, краљ краљева од 267. (од 270 номинално Аурелијанов савладар); Регенткиња: Зенобија; Претходник: ?Меоније (267); Наследник: Антиох (273, обојица Сиријом), ?Фирм (273, Египтом)    |
| Тацит                         | Марко Клаудије Тацит                                   | 275–276                      | |
| Флоријан                      | Марко Аније Флоријан                                   | 276                          | |
| Проб                          | Марко Аурелије Проб                                    | 276–282                      | против Флоријана |
| Септимије                     | Луције Септимије ?                                     | 280/81                       | Узурпатор (?) у Британији |
| Прокул                        | непознато                                              | 280/81                       | Противцар у Доњој Германији (и Горњој Галији?), са ?Боносом |
| Сатурнин                      | (Гај?) Јулије Сатурнин                                 | 281                          | Противцар у Сирији (и Египту?) |
| Кар                           | Марко Аурелије Кар                                     | 282–283                      | против Проба (?) |
| Карин                         | Марко Аурелије Карин                                   | 283–285                      | 283 Савладар на Западу (цезар од 282), до 284 са Нумеријаном (Истоком, цезар од 282) и Нигринијан |
| Сабин Јулијан                 | Марко Аурелије Сабин Јулијан                           | 284–285                      | Противцар у Панонији и северној Италији |
| Име                           | Пуно име                                               | Време владавине              | Напомене |